# ای‌اف‌سی کاپ ۲۰۱۲
ای‌اف‌سی کاپ ۲۰۱۲ نهمین دوره ای‌اف‌سی کاپ بود، یک رقابت فوتبال که توسط کنفدراسیون فوتبال آسیا (ای‌اف‌سی) برای باشگاه‌های "کشورهای در حال توسعه" در آسیا برگزار شد.
الکویت از کویت، دومین عنوان قهرمانی ای‌اف‌سی کاپ خود را در چهار سال گذشته به دست آورد و در فینال، اربیل عراق را با نتیجه ۴–۰ شکست داد.

## تخصیص ورودی‌ها به ازای هر انجمن
سهمیه‌بندی زیر برای ای‌اف‌سی کاپ ۲۰۱۲ در نوامبر ۲۰۱۱ توسط ای‌اف‌سی تصویب شد. چهار فدراسیون (یمن، مالزی، مالدیو و میانمار) که طبق سیستم ارزیابی ای‌اف‌سی کمترین امتیاز را داشتند، یک تیم وارد مرحله گروهی و دیگری وارد پلی آف شد.
| رتبه  | انجمن عضو                                                 | امتیاز | قسمت        | قسمت   |
| رتبه  | انجمن عضو                                                 | امتیاز | مرحله گروهی | پلی آف |
| ----- | --------------------------------------------------------- | ------ | ----------- | ------ |
| —     | بازنده دور نهایی پلی آف مقدماتی لیگ قهرمانان آسیا ۲۰۱۲[A] | —      | ۲           | ۰      |
| ۱     | کویت                                                      | ۳۵.۳۲  | [B]۳[B]     | ۰      |
| ۲     | اردن                                                      | ۳۳.۴۷  | ۲           | ۰      |
| ۳     | سوریه                                                     | ۳۰.۲۸  | ۲           | ۰      |
| ۴     | عراق                                                      | ۲۸.۹۸  | ۲           | ۰      |
| ۵     | بحرین                                                     | ۲۸.۱۳  | [C]۰[C]     | ۰      |
| ۷     | عمان                                                      | ۲۰.۶۸  | ۲           | ۰      |
| ۱۱    | لبنان                                                     | ۱۵.۰۹  | ۲           | ۰      |
| ۱۲    | هند                                                       | ۱۱.۷۵  | ۲           | ۰      |
| ۱۳    | یمن                                                       | ۱۱.۰۲  | ۱           | ۱      |
| ۱۵    | مالدیو                                                    | ۹.۱۳   | ۱           | ۱      |
| مجموع | مجموع                                                     | مجموع  | ۱۹          | ۲      |

| رتبه  | انجمن عضو                                                 | امتیاز | قسمت        | قسمت    |
| رتبه  | انجمن عضو                                                 | امتیاز | مرحله گروهی | پلی آف  |
| ----- | --------------------------------------------------------- | ------ | ----------- | ------- |
| —     | بازنده دور نهایی پلی آف مقدماتی لیگ قهرمانان آسیا ۲۰۱۲[A] | —      | [G]۲[G]     | ۰       |
| ۶     | ویتنام                                                    | ۲۴.۱۶  | ۲           | ۰       |
| ۸     | اندونزی                                                   | ۱۷.۵۸  | [D]۱[D]     | ۰       |
| ۹     | سنگاپور                                                   | ۱۶.۵۱  | ۲           | ۰       |
| ۱۰    | هنگ کنگ                                                   | ۱۵.۶۸  | ۲           | ۰       |
| ۱۴    | مالزی[E]                                                  | ۱۰.۷۹  | [G]۱[G]     | [G]۱[G] |
| ۱۶    | میامار[F]                                                 | ۵.۴۷   | [G]۱[G]     | [G]۱[G] |
| مجموع | مجموع                                                     | مجموع  | [G]۱۱[G]    | [G]۲[G] |

نکات
- A  برخلاف فصل‌های گذشته که بازندگان مرحله نیمه نهایی پلی آف مقدماتی لیگ قهرمانان آسیا نیز وارد ای‌اف‌سی کاپ می‌شدند، از سال ۲۰۱۲ فقط بازندگان مرحله نهایی پلی آف مقدماتی لیگ قهرمانان آسیا وارد ای‌اف‌سی کاپ شدند.[۲]
- B  کویت سه تیم دارد که به عنوان مثال می‌توان به الکویت، نایب قهرمان ای‌اف‌سی کاپ ۲۰۱۱ اشاره کرد که نتوانست معیارهای تعیین شده توسط ای‌اف‌سی برای رقابت در لیگ قهرمانان آسیا ۲۰۱۲ را برآورده کند و بنابراین مستقیماً وارد ای‌اف‌سی کاپ ۲۰۱۲ شد.[۲]
- C  بحرین، در حالی که واجد شرایط ورود به ای‌اف‌سی کاپ بود، تصمیم گرفت در سال ۲۰۱۲ در این مسابقات شرکت نکند.[۲]
- D  اندونزی تنها یک تیم دارد، چرا که قهرمان لیگ این کشور در پلی آف مقدماتی لیگ قهرمانان آسیا ۲۰۱۲ شرکت کرده است.[۲]
- E  مالزی پس از عدم شرکت در سال ۲۰۱۱، به این رقابت‌ها بازگشت.[۴]
- F  میانمار درخواست ارتقاء از جام پرزیدنت آسیا به ای‌اف‌سی کاپ را ارائه داد[۵] و در نوامبر ۲۰۱۱ توسط ای‌اف‌سی تأیید شد[۲] و اولین حضور خود را در این رقابت‌ها تجربه کرد.[۳]
- G  پس از انصراف لیائونینگ هووین و رد صلاحیت پرسیپورا جایاپورا از پلی آف مقدماتی لیگ قهرمانان آسیا ۲۰۱۲ منطقه شرق آسیا، تنها سه تیم باقی ماندند، به این معنی که تنها یک تیم بازنده دور نهایی به جای دو تیم، وارد ای‌اف‌سی کاپ در منطقه شرق آسیا می‌شد. در نتیجه، هیچ پلی آف مقدماتی برای منطقه شرق آسیا لازم نبود و هر دو نماینده دوم مالزی (ترنگانو) و میانمار (آیه‌یاوادی یونایتد) که در ابتدا قرار بود وارد پلی‌آف مقدماتی ای‌اف‌سی کاپ شوند، به طور خودکار به مرحله گروهی راه یافتند. پرسیپورا جایاپورا بعداً به طور موقت به لیگ قهرمانان آسیا ۲۰۱۲ بازگردانده شد، اما ای‌اف‌سی تصمیم گرفت که بازنده مسابقه پلی آف مقدماتی بین آدلاید یونایتد و پرسیپورا جایاپورا به مرحله گروهی ای‌اف‌سی کاپ ۲۰۱۲ راه پیدا نکند.[۶]

## تیم‌ها
در مجموع ۳۳ تیم در ای‌اف‌سی کاپ ۲۰۱۲ شرکت کردند، از جمله ۳ تیمی که به عنوان بازنده‌های دور نهایی پلی آف مقدماتی لیگ قهرمانان آسیا ۲۰۱۲ به این مسابقات پیوستند:
- ۳۱ تیم (۱۹ تیم در منطقه غرب آسیا، ۱۲ تیم در منطقه شرق آسیا) مستقیماً وارد مرحله گروهی شدند.
- ۲ تیم (هر دو در منطقه غرب آسیا) در مرحله پلی آف مقدماتی به رقابت پرداختند. برنده به مرحله گروهی راه یافت.

| تیم‌های راه‌یافته مستقیم به مرحله گروهی: منطقه غرب آسیا (گروه‌های A تا E) | تیم‌های راه‌یافته مستقیم به مرحله گروهی: منطقه غرب آسیا (گروه‌های A تا E) | تیم‌های راه‌یافته مستقیم به مرحله گروهی: منطقه غرب آسیا (گروه‌های A تا E) | تیم‌های راه‌یافته مستقیم به مرحله گروهی: منطقه غرب آسیا (گروه‌های A تا E) |
| تیم                                                                    | نحوه راهیابی                                                           | حضور                                                                   | آخرین                                                                  |
| ---------------------------------------------------------------------- | ---------------------------------------------------------------------- | ---------------------------------------------------------------------- | ---------------------------------------------------------------------- |
| نفتچی فرغانه                                                           | بازنده دور نهایی پلی آف مقدماتی لیگ قهرمانان آسیا ۲۰۱۲                 | دومین                                                                  | ۲۰۰۹                                                                   |
| الاتفاق                                                                | بازنده دور نهایی پلی آف مقدماتی لیگ قهرمانان آسیا ۲۰۱۲                 | اولین                                                                  | نداشته                                                                 |
| سالگائوکار                                                             | قهرمان آی‌لیگ ۱۱–۲۰۱۰ قهرمان جام فدراسیون هند ۲۰۱۱                      | اولین                                                                  | نداشته                                                                 |
| بنگال شرقی                                                             | نایب قهرمان آی‌لیگ ۱۱–۲۰۱۰                                              | ششمین                                                                  | ۲۰۱۱                                                                   |
| الزورا                                                                 | قهرمان لیگ نخبگان عراق ۱۱–۲۰۱۰                                         | دومین                                                                  | ۲۰۰۹                                                                   |
| اربیل                                                                  | نایب قهرمان لیگ نخبگان عراق ۱۱–۲۰۱۰                                    | سومین                                                                  | ۲۰۱۱                                                                   |
| الوحدات                                                                | قهرمان لیگ اردن ۱۱–۲۰۱۰ قهرمان جام حذفی اردن ۱۱–۲۰۱۰                   | هفتمین                                                                 | ۲۰۱۱                                                                   |
| الفیصلی                                                                | نایب قهرمان لیگ اردن ۱۱–۲۰۱۰                                           | ششمین                                                                  | ۲۰۱۱                                                                   |
| القادسیه                                                               | قهرمان لیگ برتر کویت ۱۱–۲۰۱۰                                           | سومین                                                                  | ۲۰۱۱                                                                   |
| کاظمه                                                                  | قهرمان جام امیر کویت ۱۱–۲۰۱۰                                           | دومین                                                                  | ۲۰۱۰                                                                   |
| الکویت                                                                 | نایب قهرمان ای‌اف‌سی کاپ ۲۰۱۱                                            | چهارمین                                                                | ۲۰۱۱                                                                   |
| العهد                                                                  | قهرمان لیگ برتر لبنان ۱۱–۲۰۱۰ قهرمان جام حذفی لبنان ۱۱–۲۰۱۰            | ششمین                                                                  | ۲۰۱۱                                                                   |
| صفا                                                                    | نایب قهرمان لیگ برتر لبنان ۱۱–۲۰۱۰                                     | سومین                                                                  | ۲۰۰۹                                                                   |
| وی‌بی                                                                   | قهرمان لیگ دیوهی ۲۰۱۱ قهرمان جام حذفی مالدیو ۲۰۱۱                      | پنجمین                                                                 | ۲۰۱۱                                                                   |
| السویق                                                                 | قهرمان لیگ موبایل عمان ۱۱–۲۰۱۰                                         | سومین                                                                  | ۲۰۱۱                                                                   |
| العروبه†                                                               | نایب قهرمان لیگ موبایل عمان ۱۱–۲۰۱۰                                    | سومین                                                                  | ۲۰۱۱                                                                   |
| الشرطه                                                                 | برنده پلی آف ای‌اف‌سی کاپ لیگ برتر سوریه ۱۱–۲۰۱۰                         | اولین                                                                  | نداشته                                                                 |
| الاتحاد                                                                | قهرمان جام حذفی سوریه ۱۱–۲۰۱۰                                          | سومین                                                                  | ۲۰۱۱                                                                   |
| العروبه                                                                | قهرمان لیگ یمن ۱۱–۲۰۱۰                                                 | اولین                                                                  | نداشته                                                                 |
| شرکت‌کنندگان پلی آف مقدماتی: منطقه غرب آسیا                             |                                                                        |                                                                        |                                                                        |
| ویکتوری                                                                | نایب قهرمان لیگ دیوهی ۲۰۱۱                                             | پنجمین                                                                 | ۲۰۱۱                                                                   |
| التلال                                                                 | نایب قهرمان لیگ یمن ۱۱–۲۰۱۰                                            | سومین                                                                  | ۲۰۱۱                                                                   |

| تیم‌های راه‌یافته مستقیم به مرحله گروهی: منطقه شرق آسیا (گروه‌های F تا H) | تیم‌های راه‌یافته مستقیم به مرحله گروهی: منطقه شرق آسیا (گروه‌های F تا H) | تیم‌های راه‌یافته مستقیم به مرحله گروهی: منطقه شرق آسیا (گروه‌های F تا H) | تیم‌های راه‌یافته مستقیم به مرحله گروهی: منطقه شرق آسیا (گروه‌های F تا H) |
| تیم                                                                    | نحوه راهیابی                                                           | حضور                                                                   | آخرین                                                                  |
| ---------------------------------------------------------------------- | ---------------------------------------------------------------------- | ---------------------------------------------------------------------- | ---------------------------------------------------------------------- |
| چونبوری                                                                | بازنده دور نهایی پلی آف مقدماتی لیگ قهرمانان آسیا ۲۰۱۲                 | سومین                                                                  | ۲۰۱۱                                                                   |
| کیتچی                                                                  | قهرمان لیگ دسته اول هنگ کنگ ۱۱–۲۰۱۰                                    | دومین                                                                  | ۲۰۰۸                                                                   |
| سیتیزن                                                                 | قهرمان جام چالشی بزرگسالان هنگ کنگ ۱۱–۲۰۱۰                             | اولین                                                                  | نداشته                                                                 |
| آرما                                                                   | نایب قهرمان سوپر لیگ اندونزی ۱۱–۲۰۱۰                                   | اولین                                                                  | نداشته                                                                 |
| کلانتان                                                                | قهرمان سوپر لیگ مالزی ۲۰۱۱                                             | اولین                                                                  | نداشته                                                                 |
| ترنگانو                                                                | قهرمان جام حذفی مالزی ۲۰۱۱                                             | اولین                                                                  | نداشته                                                                 |
| یانگون یونایتد                                                         | قهرمان لیگ ملی میانمار ۲۰۱۱ قهرمان جام حذفی میانمار ۲۰۱۱               | اولین                                                                  | نداشته                                                                 |
| آیه‌یاوادی یونایتد                                                      | نایب قهرمان لیگ ملی میانمار ۲۰۱۱                                       | اولین                                                                  | نداشته                                                                 |
| تامپینس روفرز                                                          | قهرمان اس‌لیگ ۲۰۱۱                                                      | پنجمین                                                                 | ۲۰۱۱                                                                   |
| هوم یونایتد                                                            | قهرمان جام حذفی سنگاپور ۲۰۱۱                                           | ششمین                                                                  | ۲۰۰۹                                                                   |
| سونگ لام نه آن                                                         | قهرمان وی‌لیگ ۲۰۱۱                                                      | دومین                                                                  | ۲۰۱۱                                                                   |
| ناویبانک سایگون                                                        | قهرمان جام حذفی ویتنام ۲۰۱۱                                            | اولین                                                                  | نداشته                                                                 |

نکات
- † العروبه به جای ظفار، قهرمان جام سلطان قابوس ۲۰۱۱، دومین نماینده عمان بود.

## جدول برنامه مسابقات
برنامه مسابقات به شرح زیر بود.
| مرحله          | دوره          | تاریخ قرعه‌کشی | بازی رفت         | بازی برگشت       |
| -------------- | ------------- | ------------- | ---------------- | ---------------- |
| پلی آف مقدماتی | دور نهایی     | ۶ دسامبر ۲۰۱۱ | ۱۸ فوریه ۲۰۱۲    | ۱۸ فوریه ۲۰۱۲    |
| مرحله گروهی    | هفته ۱        | ۶ دسامبر ۲۰۱۱ | ۶–۷ مارس ۲۰۱۲    | ۶–۷ مارس ۲۰۱۲    |
| مرحله گروهی    | هفته ۲        | ۶ دسامبر ۲۰۱۱ | ۲۰–۲۱ مارس ۲۰۱۲  | ۲۰–۲۱ مارس ۲۰۱۲  |
| مرحله گروهی    | هفته ۳        | ۶ دسامبر ۲۰۱۱ | ۳–۴ آوریل ۲۰۱۲   | ۳–۴ آوریل ۲۰۱۲   |
| مرحله گروهی    | هفته ۴        | ۶ دسامبر ۲۰۱۱ | ۱۰–۱۱ آوریل ۲۰۱۲ | ۱۰–۱۱ آوریل ۲۰۱۲ |
| مرحله گروهی    | هفته ۵        | ۶ دسامبر ۲۰۱۱ | ۲۴–۲۵ آوریل ۲۰۱۲ | ۲۴–۲۵ آوریل ۲۰۱۲ |
| مرحله گروهی    | هفته ۶        | ۶ دسامبر ۲۰۱۱ | ۸–۹ مه ۲۰۱۲      | ۸–۹ مه ۲۰۱۲      |
| مرحله حذفی     | یک‌هشتم نهایی  | ۶ دسامبر ۲۰۱۱ | ۲۲–۲۳ مه ۲۰۱۲    | ۲۲–۲۳ مه ۲۰۱۲    |
| مرحله حذفی     | یک‌چهارم نهایی | ۱۴ ژوئن ۲۰۱۲  | ۱۸ سپتامبر ۲۰۱۲  | ۲۵ سپتامبر ۲۰۱۲  |
| مرحله حذفی     | نیمه نهایی    | ۱۴ ژوئن ۲۰۱۲  | ۲ اکتبر ۲۰۱۲     | ۲۳ اکتبر ۲۰۱۲    |
| مرحله حذفی     | فینال         | ۱۴ ژوئن ۲۰۱۲  | ۳ نوامبر ۲۰۱۲    | ۳ نوامبر ۲۰۱۲    |

## پلی آف مقدماتی
قرعه کشی پلی آف مقدماتی در کوالالامپور، مالزی ۶ دسامبر ۲۰۱۱ برگزار شد. تیم برنده به مرحله گروهی راه پیدا کرد.
| تیم ۱          | نتیجه          | تیم ۲          |
| منطقه غرب آسیا | منطقه غرب آسیا | منطقه غرب آسیا |
| -------------- | -------------- | -------------- |
| ویکتوری        | ۳–۴            | التلال         |

نکته
- نکته ۱: با توجه به بحران سیاسی در یمن، کنفدراسیون فوتبال آسیا تصمیم به تغییر محل برگزاری از عدن، یمن به ماله، مالدیو کرد.[۱۰]

## مرحله گروهی
قرعه کشی مرحله گروهی در کوالالامپور، مالزی در تاریخ ۶ دسامبر ۲۰۱۱ برگزار شد. باشگاه‌های یک کشور نمی‌توانند در یک گروه قرار بگیرند. تیم‌های اول و دوم هر گروه به مرحله حذفی راه یافتند.

### گروه A
| تیم      | بازی | برد | تساوی | باخت | گل‌زده | گل‌خورده | تفاضل‌گل | امتیاز |
| -------- | ---- | --- | ----- | ---- | ----- | ------- | ------- | ------ |
| القادسیه | ۶    | ۳   | ۱     | ۲    | ۱۴    | ۷       | ۷+      | ۱۰     |
| السویق   | ۶    | ۳   | ۱     | ۲    | ۸     | ۹       | ۱-      | ۱۰     |
| الفیصلی  | ۶    | ۲   | ۳     | ۱    | ۱۰    | ۷       | ۳+      | ۹      |
| الاتحاد  | ۶    | ۱   | ۱     | ۴    | ۵     | ۱۴      | -۹      | ۴      |

### گروه B
| تیم        | بازی | برد | تساوی | باخت | گل‌زده | گل‌خورده | تفاضل‌گل | امتیاز |
| ---------- | ---- | --- | ----- | ---- | ----- | ------- | ------- | ------ |
| اربیل      | ۶    | ۴   | ۲     | ۰    | ۱۱    | ۵       | ۶+      | ۱۴     |
| کاظمه      | ۶    | ۳   | ۲     | ۱    | ۱۰    | ۶       | ۴+      | ۱۱     |
| العروبه    | ۶    | ۲   | ۲     | ۲    | ۱۰    | ۸       | ۲+      | ۸      |
| بنگال شرقی | ۶    | ۰   | ۰     | ۶    | ۲     | ۱۴      | ۱۲-     | ۰      |

### گروه C
| تیم     | بازی | برد | تساوی | باخت | گل‌زده | گل‌خورده | تفاضل‌گل | امتیاز |
| ------- | ---- | --- | ----- | ---- | ----- | ------- | ------- | ------ |
| الاتفاق | ۶    | ۴   | ۲     | ۰    | ۱۸    | ۷       | ۱۱+     | ۱۴     |
| الکویت  | ۶    | ۳   | ۲     | ۱    | ۱۷    | ۱۰      | ۷+      | ۱۱     |
| العهد   | ۶    | ۲   | ۱     | ۳    | ۷     | ۱۱      | ۴-      | ۷      |
| وی‌بی    | ۶    | ۰   | ۱     | ۵    | ۹     | ۲۳      | ۱۴-     | ۱      |

### گروه D
| تیم          | بازی | برد | تساوی | باخت | گل‌زده | گل‌خورده | تفاضل‌گل | امتیاز |
| ------------ | ---- | --- | ----- | ---- | ----- | ------- | ------- | ------ |
| الوحدات      | ۶    | ۴   | ۰     | ۲    | ۱۵    | ۹       | ۶+      | ۱۲     |
| نفتچی فرغانه | ۶    | ۳   | ۲     | ۱    | ۱۱    | ۷       | ۴+      | ۱۱     |
| العروبه      | ۶    | ۲   | ۱     | ۳    | ۸     | ۱۰      | ۲-      | ۷      |
| سالگائوکار   | ۶    | ۱   | ۱     | ۴    | ۶     | ۱۴      | ۸-      | ۴      |

### گروه E
| تیم    | بازی | برد | تساوی | باخت | گل‌زده | گل‌خورده | تفاضل‌گل | امتیاز |
| ------ | ---- | --- | ----- | ---- | ----- | ------- | ------- | ------ |
| الشرطه | ۶    | ۵   | ۰     | ۱    | ۱۴    | ۶       | ۸+      | ۱۵     |
| الزورا | ۶    | ۴   | ۰     | ۲    | ۱۲    | ۵       | ۷+      | ۱۲     |
| صفا    | ۶    | ۳   | ۰     | ۳    | ۶     | ۷       | ۱-      | ۹      |
| التلال | ۶    | ۰   | ۰     | ۶    | ۱     | ۱۵      | -۱۴     | ۰      |

### گروه F
| تیم            | بازی | برد | تساوی | باخت | گل‌زده | گل‌خورده | تفاضل‌گل | امتیاز |
| -------------- | ---- | --- | ----- | ---- | ----- | ------- | ------- | ------ |
| کیتچی          | ۶    | ۳   | ۲     | ۱    | ۹     | ۴       | ۵+      | ۱۱     |
| ترنگانو        | ۶    | ۳   | ۱     | ۲    | ۱۰    | ۸       | ۲+      | ۱۰     |
| سونگ لام نه آن | ۶    | ۲   | ۱     | ۳    | ۶     | ۹       | ۳-      | ۷      |
| تامپینس روفرز  | ۶    | ۱   | ۲     | ۳    | ۳     | ۷       | ۴-      | ۵      |

### گروه G
| تیم            | بازی | برد | تساوی | باخت | گل‌زده | گل‌خورده | تفاضل‌گل | امتیاز |
| -------------- | ---- | --- | ----- | ---- | ----- | ------- | ------- | ------ |
| چونبوری        | ۶    | ۴   | ۲     | ۰    | ۱۰    | ۵       | ۵+      | ۱۴     |
| هوم یونایتد    | ۶    | ۳   | ۱     | ۲    | ۹     | ۶       | ۳+      | ۱۰     |
| سیتیزن         | ۶    | ۲   | ۱     | ۳    | ۹     | ۱۲      | ۳-      | ۷      |
| یانگون یونایتد | ۶    | ۰   | ۲     | ۴    | ۴     | ۹       | ۵-      | ۲      |

### گروه H
| تیم               | بازی | برد | تساوی | باخت | گل‌زده | گل‌خورده | تفاضل‌گل | امتیاز |
| ----------------- | ---- | --- | ----- | ---- | ----- | ------- | ------- | ------ |
| کلانتان           | ۶    | ۴   | ۱     | ۱    | ۱۰    | ۵       | ۵+      | ۱۳     |
| آرما              | ۶    | ۲   | ۱     | ۳    | ۱۲    | ۱۲      | ۰       | ۷      |
| ناویبانک سایگون   | ۶    | ۲   | ۱     | ۳    | ۱۰    | ۱۲      | ۲-      | ۷      |
| آیه‌یاوادی یونایتد | ۶    | ۲   | ۱     | ۳    | ۷     | ۱۰      | ۳-      | ۷      |

## مرحله حذفی

### یک‌هشتم نهایی
مسابقات مرحله یک‌هشتم نهایی بر اساس نتایج مرحله گروهی تعیین شد. هر مسابقه به صورت یک بازی برگزار شد که میزبان آن برندگان هر گروه (تیم ۱) در مقابل نایب قهرمانان گروه دیگر (تیم ۲) بودند.
| تیم ۱    | نتیجه              | تیم ۲        |
| -------- | ------------------ | ------------ |
| القادسیه | ۱–۱ (و.ا.) (۱–۳ پ) | الکویت       |
| الاتفاق  | ۱–۰                | السویق       |
| اربیل    | ۴–۰                | نفتچی فرغانه |
| الوحدات  | ۲–۱ (و.ا.)         | کاظمه        |
| الشرطه   | ۳–۰                | هوم یونایتد  |
| چونبوری  | ۱–۰                | الزورا       |
| کیتچی    | ۰–۲                | آرما         |
| کلانتان  | ۳–۲                | ترنگانو      |

### یک‌چهارم نهایی
قرعه‌کشی مراحل یک‌چهارم نهایی، نیمه نهایی و فینال در ۱۴ ژوئن ۲۰۱۲ در کوالا لامپور، مالزی برگزار شد. در این قرعه‌کشی، تیم‌های حاضر در مراحل یک‌چهارم نهایی و نیمه نهایی و همچنین میزبان احتمالی فینال مشخص شدند.
| تیم ۱   | نتیجه‌نهایی | تیم ۲   | بازی رفت | بازی برگشت |
| ------- | ---------- | ------- | -------- | ---------- |
| الکویت  | ۳–۰        | الوحدات | ۰–۰      | ۳–۰        |
| آرما    | ۰–۴        | الاتفاق | ۰–۲      | ۰–۲        |
| اربیل   | ۶–۲        | کلانتان | ۵–۱      | ۱–۱        |
| چونبوری | ۵–۴        | الشرطه  | ۱–۲      | ۴–۲ (و.ا.) |

### نیمه نهایی
| تیم ۱  | نتیجه‌نهایی | تیم ۲   | بازی رفت | بازی برگشت |
| ------ | ---------- | ------- | -------- | ---------- |
| الکویت | ۶–۱        | الاتفاق | ۴–۱      | ۲–۰        |
| اربیل  | ۸–۲        | چونبوری | ۴–۱      | ۴–۱        |

### فینال
فینال ای‌اف‌سی کاپ ۲۰۱۲ به میزبانی یکی از فینالیست‌ها برگزار شد که با قرعه‌کشی مشخص شد. طبق قرعه‌کشی ۱۴ ژوئن ۲۰۱۲، برنده بازی نیمه‌نهایی ۲ میزبان فینال خواهد بود. بنابراین، اربیل میزبان بود.
| اربیل | ۰–۴   | الکویت                                           |
| ----- | ----- | ------------------------------------------------ |
|       | گزارش | حمامی ۳' (پنالتی)، ۹۰' · روگرینهو ۴۲' · خمیس ۸۳' |

## قهرمان
| قهرمان ای‌اف‌سی کاپ ۲۰۱۲ |
| ---------------------- |
| الکویت                 |
| دومین قهرمانی          |